# Gabriel Naudé
Gabriel Naudé, född 2 augusti 1600, död 10 juli 1653, var en fransk biblioteksman.
Efter studier i Padua och Paris blev Naudé bland annat bibliotekarie hos Francesco Barberini i Rom, 1642 i Paris hos Richelieu, efter dennes död hos Jules Mazarin, i vars stora för allmänheten avsedda boksamling Naudé var outtröttligt verksam. Sedan Mazarin 1651 måst fly och biblioteket skingrats, mottog Naudé 1652 befattningen som drottning Kristinas bibliotekarie. Han for dock 1653 tillbaka till Paris för att bistå den nu återvändande Mazarin med nyupprättandet av biblioteket men avled under resan. Bland Naudés många skrifter märks Advis pour dresser une bibliothèque (1627).